# Друт
Друт (на беларуски: Друць; на руски: Друть) е река в Беларус (Витебска, Могильовска и Гомелска област), десен приток на Днепър, с дължина 295 km и площ на водосборния басейн 5020 km².
Река Друт води началото си от Оршанското възвишение (част от Беларуското възвишение), на 1 km западно от село Раздолная (Витебска област), на 235 m н.в. По цялото си протежение тече в южна посока, като с изключение на най-горното си течение протича по Централноберезинската равнина в широка долина с ниски и гористи склонове. Влива се отдясно в река Днепър при село Задруте, на 2 km югозападно от град Рогачов, Гомелска област, на 126 m н.в. Средният годишен отток в устието на реката е 30 km³/s. В най-долното си течение е плавателна за плиткогазещи съдове. При село Чигиринка (Могильовска област) е изградена преградната стена на Чигиринското водохранилище с площ от 21,1 km². На река Друт са розположени град Толочин във Витебска област, сгт Круглое и Белиничи в Могильовска област и град Рогачов в Гомелска област.